# هلوكيفتسي (محافظة فينيتسا)
هلوكيفتسي (Глухівці) هي بلدة من النمط المدني في محافظة فينيتسا في أوكرانيا.

## أعلام
- يفهين تشيوماك